# (4180) Anaxagoras
(4180) Anaxagoras (6092 P-L) – planetoida z pasa głównego asteroid okrążająca Słońce w ciągu 4,22 lat w średniej odległości 2,61 j.a. Została odkryta 24 września 1960 roku w Palomar Observatory przez Cornelisa van Houtena i Toma Gehrelsa.